# Bom Astral
| Críticas profissionais | Críticas profissionais |
| Avaliações da crítica  | Avaliações da crítica  |
| Fonte                  | Avaliação              |
| ---------------------- | ---------------------- |
| Allmusic               | [ 2 ]                  |

Bom Astral é o sexto álbum de estúdio do grupo de pagode Só pra Contrariar. Lançado no ano 2000, as faixas com destaque em rádios foram "Você Virou Saudade", "Quem Dera", "Teu Olhar" e "Vem me Livrar Desse Abandono". Vendeu mais de 400 mil cópias sendo certificado de platina.  O álbum contou com a participação especial do cantor Jorge Ben Jor na música "Balada da Noite".
Foi o último álbum de estúdio com Alexandre Pires como vocalista principal do grupo. A despedida oficial foi com um álbum acústico/ao vivo, lançado dois anos depois.
A faixa "A Vida é Bonita Sem Você" é uma regravação de Benito di Paula. Já a faixa "Teu Olhar" é uma versão da canção "In Your Eyes" de George Benson.

## Faixas
| N.º            | Título                                  | Duração |  |
| 1.             | "Balada Da Noite (part. Jorge Ben Jor)" | 04:10   |  |
| 2.             | "Quem Dera"                             | 03:17   |  |
| 3.             | "Vem Me Livrar Desse Abandono"          | 04:04   |  |
| 4.             | "Você Virou Saudade"                    | 04:00   |  |
| 5.             | "De Outras Vidas"                       | 03:59   |  |
| 6.             | "A Vida É Bonita Sem Você"              | 04:09   |  |
| 7.             | "Feito Um Neném"                        | 03:18   |  |
| 8.             | "Bom Astral"                            | 03:38   |  |
| 9.             | "Vem Morar Comigo"                      | 04:01   |  |
| 10.            | "Miragem"                               | 03:29   |  |
| 11.            | "Quando Eu Amo É Assim"                 | 04:26   |  |
| 12.            | "Saudade É Você"                        | 04:37   |  |
| 13.            | "Teu Olhar (In Your Eyes)"              | 03:28   |  |
| 14.            | "Samba Blue"                            | 03:27   |  |
| Duração total: | Duração total:                          | 54:03   |  |

## Curiosidades
- Foi o último álbum de estúdio tendo Alexandre Pires como o vocalista principal do grupo, ele se despediria no álbum Acústico. Alexandre retornou ao SPC em 2013 para a turnê de 25 anos, com a gravação do álbum Ao Vivo em Porto Alegre, deixando novamente o grupo em 2015.
- Dos músicos participantes do álbum, estão nomes ilustres da MPB como Jota Morais (piano), Serginho Trombone, Bidinho (trompete) e Arlindo Cruz (banjo e cavaco).
- A música "Teu Olhar" (versão de "In Your Eyes") foi a segunda versão consecutiva feita pelo grupo. No álbum anterior, a versão foi a da música "I belive i can fly", adaptada para "No Céu da Paixão".
- Repetindo o expediente do álbum anterior, o Só Pra Contrariar regravou outra canção do disco "Fazendo Paixão", de Benito di Paula, lançado em 1990. A escolhida foi "A Vida é Bonita Sem Você", de Marcos Valle e Carlos Colla.
- A faixa "Miragem" foi a primeira música gravada integralmente na voz do baterista do grupo Fernando Pires - anteriormente ele havia feito um dueto com Alexandre Pires na regravação de "Ive Brussel" no álbum O Samba Não Tem Fronteiras. Posteriormente ele cantaria "Um amor puro", regravação de Djavan, no álbum Acústico. Em 2003, com a saída de seu irmão Alexandre, passou a ser o vocalista do Só Pra Contrariar, posto onde ficou até o seu retorno, em 2013, reassumindo os vocais em 2015 com a nova saída de Alexandre.